# Relations entre Cuba et l'Inde
Les relations entre Cuba et l'Inde sont les relations bilatérales de la république de Cuba et de la république de l'Inde.

## Histoire
L'Inde a été l'une des premières nations à reconnaître Cuba après la révolution cubaine de 1959. À la suite de la révolution, Fidel Castro a envoyé Ernesto "Che" Guevara en Inde pour une visite de deux semaines. Guevara est arrivé à New Delhi le 30 juin 1959. Il a rencontré le Premier ministre indien Jawaharlal Nehru le lendemain. Nehru a présenté à Guevara un khukuri en ivoire dans un fourreau en noyer. Aujourd'hui, le khukuri est conservé au Centro de Estudios Che Guevara à La Havane. Dans son rapport sur la réunion, Guevara a noté que « Nehru nous a reçus avec l'aimable familiarité d'un grand-père patriarcal mais avec un noble intérêt pour le dévouement et les luttes du peuple cubain ». Les deux délégations sont convenues d'établir des missions diplomatiques et d'accroître les échanges commerciaux dès que possible. Guevara et la délégation cubaine ont également rencontré le ministre indien de la défense V. K. Krishna Menon, des officiers supérieurs de la défense, membres de la commission de planification. Il a également visité le Cottage Industries Emporium, la zone industrielle d'Okhla (en), l'Institut de recherche agricole et le Laboratoire national de physique. M. Guevara a également rencontré l'ambassadeur du Chili à New Delhi et a été interviewé par le journaliste K.P. Bhanumathy pour All India Radio. Guevara a également visité Calcutta avant de quitter l'Inde. Malgré sa préférence pour la lutte violente, Guevara a exprimé sa reconnaissance envers le Mahatma Gandhi. À son retour à Cuba, Guevara a écrit : « En Inde, le mot guerre est si éloigné de l'esprit du peuple qu'il ne l'a pas utilisé, même dans les moments les plus tendus de sa lutte pour l'indépendance. Les grandes manifestations de mécontentement pacifique collectif ont forcé le colonialisme anglais à quitter à jamais la terre qu'il a dévastée pendant cent cinquante ans »,,.
L'Inde a ouvert son ambassade à La Havane en janvier 1960, six mois seulement après la visite de Guevara. Cette visite avait une signification particulière car elle symbolisait la solidarité de l'Inde avec la révolution cubaine,. Cuba a une ambassade à New Delhi.
Il y a eu plusieurs visites de haut niveau entre les dirigeants des deux pays. Le président cubain Fidel Castro a visité l'Inde en 1973 et 1983. Les premiers ministres indiens Rajiv Gandhi et Manmohan Singh se sont rendus à Cuba en 1985 et 2006 respectivement,.
L'Inde a toujours voté en faveur des résolutions de l'Assemblée générale des Nations unies demandant la fin de l'embargo des États-Unis contre Cuba. Cuba a publiquement exprimé à de nombreuses reprises son soutien à la candidature de l'Inde à un siège permanent au Conseil de sécurité des Nations unies. Les deux nations sont également membres du Mouvement des pays non alignés. Fidel Castro a déclaré : « La maturité de l'Inde ... son adhésion inconditionnelle aux principes qui sont à la base du Mouvement des pays non alignés nous donne l'assurance que sous la direction avisée d'Indira Gandhi [alors Premier ministre de l'Inde], les pays non alignés continueront à progresser dans leur rôle inaliénable de bastion pour la paix, l'indépendance nationale et le développement ».